# هادی خانیکی
هادی خانیکی (زاده ۱۳۳۰ در روستای خانیک از توابع شهرستان گناباد)، روزنامه‌نگار، کارشناس رسانه و از استادان سرشناس در رشتهٔ ارتباطات است. وی عضو شورای مرکزی حزب اتحاد ملت ایران نیز می‌باشد. هم چنین او سابقه عضویت در شورای مرکزی جبهه مشارکت را نیز دارد.

## زندگی
هادی خانیکی در سال ۱۳۳۰ در شهر گناباد استان خراسان به دنیا آمد. وی در سال ۱۳۴۸ از دبیرستان شاهرضا مشهد مدرک دیپلم خود را اخذ کرد و همان سال در رشته ریاضی مقطع کارشناسی در دانشگاه شیراز قبول شد اما ناتمام رها کرد. خانیکی همچنین در رشته عمران ملی و راه و ساختمان قبول شد، اما باز هم به اتمام نرساند. سرانجام وی در سال ۱۳۶۴ مدرک کاشناسی خود را در رشته جامعه‌شناسی از دانشگاه شهید بهشتی تهران دریافت کرد. وی در سال ۱۳۷۴ موفق شد رشته علوم ارتباطات مقطع کارشناسی ارشد را در دانشگاه علامه طباطبایی به پایان برساند و در سال ۱۳۸۱ از  همان دانشگاه دکترای خود را اخذ کند.خانیکی مولف کتاب‌های متعددی همچون «قدرت، جامعه مدنی و مطبوعات»، «عوامل اجتماعی توسعه‌نیافتگی مطبوعات در ایران» و «وضعیت زنان در مطبوعات و مطبوعات زنان در ایران» و مترجم آثاری در حوزه علوم ارتباطات است.

### تحصیلات
- دکترای علوم ارتباطات: دانشگاه علامه طباطبایی تهران ـ ۱۳۸۱.
- کارشناسی ارشد علوم ارتباطات: دانشگاه علامه طباطبایی تهران ـ ۱۳۷۴.
- کارشناسی پژوهشگری علوم اجتماعی: دانشگاه شهید بهشتی تهران ـ ۱۳۶۴.
- کارشناسی ناتمام: ریاضی (دانشگاه شیراز)؛ عمران ملّی (دانشگاه شیراز)؛ راه و ساختمان (دانشگاه علم و صنعت ایران) – ۱۳۴۸ تا ۱۳۵۴.
- دیپلم ریاضی‌فیزیک: دبیرستان شاه‌رضا، مشهد،سال ۱۳۴۸ (خورشیدی)
- ۳ سال دبیرستان+پیش دانشگاهی
- ۳ سال راهنمایی(مدرک سیکل)
- ۵ سال دبستان

### سمت‌های اجرایی
هادی خانیکی در دوران ریاست جمهوری سید محمد خاتمی، مشاور رئیس‌جمهور در امور رسانه و مطبوعات، و سپس مشاور رئیس‌جمهور در امور فرهنگی بود. او سردبیر نشریه آیین و همچنین آیین گفت و گو بود که هر دو در سال ۱۳۹۰ توقیف شدند.
خانیکی در دوران تصدی معاونت فرهنگی و اجتماعی وزارت علوم تحقیقات و فناوری، پایه گذار کانون های فرهنگی، هنری اجتماعی دانشجویی در دانشگاه‌ها بود.